# 胡斯捷齊河
胡斯捷齊河（烏克蘭語：Хустець），是烏克蘭的河流，位於該國西部外喀爾巴阡州，屬於蒂薩河的支流，流經胡斯特區，河道全長35公里，流域面積108平方公里。